# يرون فنكلمان
يرون فنكلمان (بالعبرية: ירון פינקלמן) (ولد 25 ابريل 1975) قائد لواء غيفعاتي أحد ألوية المشاة في الجيش الإسرائيلي الموجودة تحت قيادة المنطقة الجنوبية. تولى المنصب في شهر حزيران/يونيو 2015.